# Anna Walentynowicz

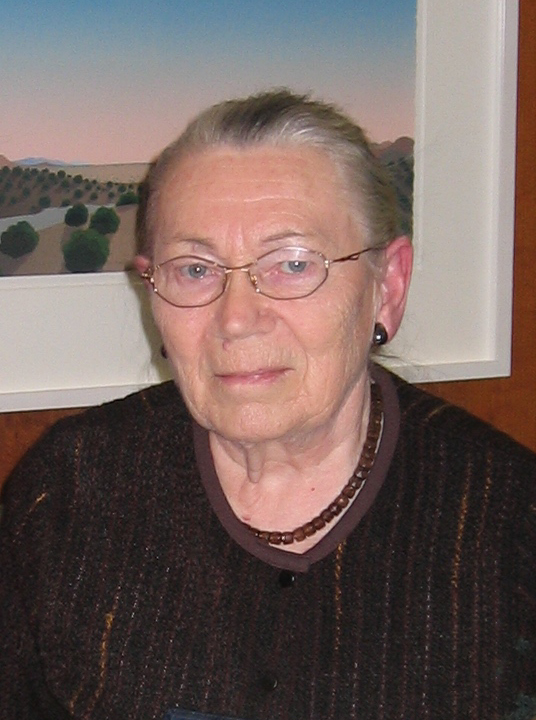
Anna Walentynowicz (2005)

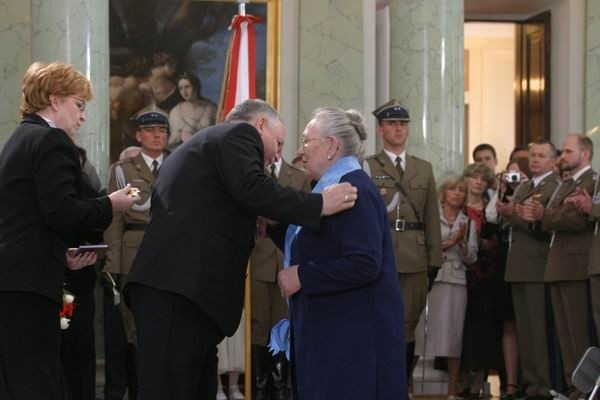
Anna Walentynowicz dekoreras av Polens president (2006).

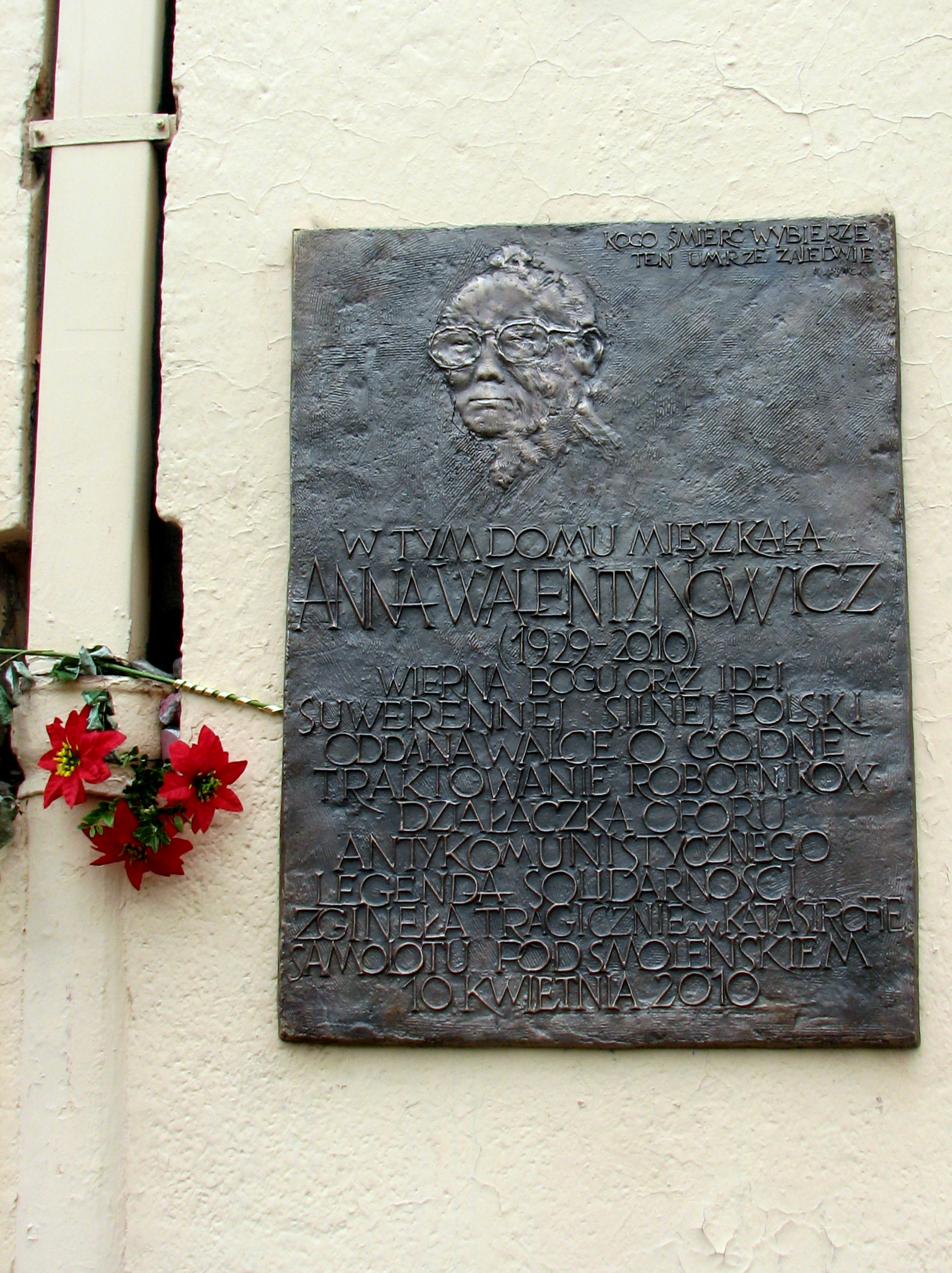
Minnestavla för Anna Walentynowicz på det hus hon bodde i vid sin död.

Anna Walentynowicz [ˈanna valɛntɨˈnɔvit͡ʂ], född 15 augusti 1929 i Równe (nuvarande Rivne), Polen (i nuvarande Ukraina), död 10 april 2010 i Smolensk, var en polsk fackföreningkvinna. Hon arbetade på varvet i Gdańsk och fick sparken 1980 för att ha spridit propaganda mot regeringen några månader innan hon skulle ha fått gå i pension. Händelsen ledde till en omfattande strejk och den fria fackföreningsrörelsen Solidaritet föddes. Hon fick ikonstatus och kallades ”Gdańsks La Pasionaria”.
Walentynowicz spelade sig själv i Andrzej Wajdas film Järnmannen. Hon fick Vita Örnens orden av Lech Kaczyński år 2006. Hon var med i Kaczyńskis delegation som skulle fira en minneshögtid för offren av Katynmassakern och omkom i flygolyckan i Smolensk.